# 전남중학교
전남중학교(全南中學校)는 대한민국 광주광역시 서구 치평동에 위치한 공립 중학교이다.

## 학교 연혁
- 1951년 10월 22일 : 광주 공과 기술학교 설립 인가
- 1958년 4월 10일 : 학교 법인 전남중학교 개교
- 1981년 3월 1일 : 공립중학교로 설립 변경 인가
- 1981년 3월 1일 : 초대 오병기 교장 취임
- 2002년 6월 1일 : 북구 임동에서 서구 치평동으로 이설
- 2022년 3월 1일 : 제18대 김경숙 교장 취임
- 2024년 1월 9일 : 제64회 185명 졸업(총 졸업생 수 24,352명)
- 2024년 3월 4일 : 신입생 148명 입학(6학급)

## 참고 자료
- 전남중학교 - 한국교육학술정보원 학교알리미